# Lebanon (Illinois)
Lebanon je grad u američkoj saveznoj državi Ilinois. Prema popisu stanovništva iz 2010. u njemu je živjelo 4.418 stanovnika.